# Самі Вянскя
Самі Вянскя (фін. Sami Vänskä; нар. 26 вересня 1976, Фінляндія) — фінський бас-гітарист, найбільше відомий, як колишній учасник симфо-метал-гурту Nightwish.

## Біографія
Грати на бас-гітарі Самі навчився самостійно. Він грав у декількох гуртах, що здебільшого виконували музику у стилі метал. До Nightwish, Самі грав у гурті Nattvindens Gråt, як і Туомас Холопайнен. Вянскя приєднався до Nightwish уже перед записом їх другого студійного альбому — Oceanborn. Через деякий час після виходу Over the Hills and Far Away Холопайнен попросив менеджера гурту, Ево Рюткьонена (Ewo «Pohjola» Rytkönen), сказати Вянскя про те, що йому краще залишити гурт, через творчі розбіжності. Його незабаром замінив Марко Хієтала, колишній бас-гітарист гурту Sinergy.
Після того, як Вянскя покинув Nightwish, він грав у джазовому гурті Root Remedy. Кількома роками пізніше Туомас і Самі знову налагодили відносини. У 2008 році Вянскя покинув гурт Root Remedy.

## Інструменти
- Бас-гітара Warwick Corvette
- Бас-гітара Spector Euro4LX (білий колір)